# Defensoría Pública de la Unión
La Defensoría Pública de la Unión (DPU) es una institución autónoma de protección, promoción y difusión de los derechos humanos con la responsabilidad de mantener compromisos frente a la sociedad y de perseverar en la función de solicitar del Estado y de las políticas públicas el fortalecimiento del respecto a los derechos humanos.
La DPU fue creada por la Constitución Federal de Brasil de 1988 con una misión expresa de promoción de los derechos humanos, como expresión e instrumento del régimen democrático.  La institución fue fortalecida por las Enmiendas Constitucionales 74/2013 y 80/2014 con una posición independiente de los tres poderes o de otras instituciones del Estado y de la sociedad civil. Por eso, se le ha concedido autonomía funcional y administrativa y a la iniciativa de su propuesta presupuestaria.
Actualmente, quien ocupa el cargo de Defensor Público General Federal es Daniel de Macedo Alves Pereira.

## Los cambios ocurridos con la Leyes Complementaria
En 2009 se publicó la Ley Complementaria 132/2009 que modificó sustancialmente la ley orgánica de la Defensoría Pública Federal (Ley Complementaria 80/94). De acuerdo con el artículo 1 de la Ley Complementaria 80/94, la Defensoría Pública de la Unión (DPU) es una institución permanente, encargada de la promoción y defensa de los derechos humanos.
Las Defensoras y Defensores Públicos Federales actúan en diferentes áreas, tanto colectiva como individualmente (LC 80/94, art. 4). Como instrumentos de esta acción, todos previstos en el ordenamiento jurídico brasileño, podemos enumerar: la convocatoria de audiencias públicas de sensibilización y difusión de los derechos humanos; envío de cartas oficiales a autoridades públicas o privadas; emitir una solicitud de información, documentos o inspecciones de organismos públicos; emitir recomendaciones para promover, proteger o apoyar los derechos humanos; emitir notas técnicas para incidir en los procesos legislativos que amplían y promueven los derechos humanos; actuar e como amicus curiae; presentación de acciones civiles públicas (acciones colectivas) en todos los casos; y actuando ante los sistemas internacionales de derechos humanos.

### Las Enmiendas Constitucionales Nº 45  de 2004 y Nº 74 de 2013
La creación y el reconocimiento constitucional como una Defensoría del Pueblo y su papel de protección de los derechos humanos representar un contrapeso real a arbitrariedades cometidas por el Estado.  Con las Enmiendas Constitucionales nº 45/2004 y nº 74/2013, los Defensores Públicos comenzaron a gozar de total independencia, asegurándolos blindaje institucional de los otros poderes, contra los que tiene, luchar por el beneficio de los estratos socialmente vulnerables. La autonomía, por cierto, es fundamental para el efectivo cumplimiento de su misión constitucional.

### Defensoras y defensores de derechos humanos
Con la promulgación de la Ley Complementaria 132/2009, los Defensores Públicos Federales se convirtieron en inspectores de derechos fundamentales, del debido proceso legal y de amplia defensa de los necesitados. Según la Ley Complementaria 80/1994, con las modificaciones introducidas por la Ley Complementaria 132/2009, corresponde a los Defensores Públicos Federales defender la primacía de la dignidad humana, la reducción de las desigualdades sociales y la prevalencia y efectividad de los derechos humanos (LC 80 / 94, art. 3).
Los Defensores Públicos Federales tienen por obligación legal promover la difusión y la concientización de los derechos humanos, de la ciudadanía y del ordenamiento jurídico, actuar en los sistemas internacionales de protección de los derechos humanos, promover todo tipo de actuación en protección a los derechos difusos, colectivos o individuales. Deben aun, preservar y reparar los derechos de personas que sufrieron o sufren tortura, abusos sexuales, discriminación o cualquier forma de opresión o violencia, por medio de atendimiento interdisciplinar. La tutela colectiva de derechos e intereses fue reglamentada por la Resolución nº 127, de abril de 2016. En abril de 2017, fue designado el primer defensor para actuar como Defensor Nacional de Derechos Humanos. Además, los defensores de derechos humanos nacionales y regionales colaboran con los grupos de trabajo en la vigilancia de derechos fundamentales, recolección de datos y preparación de material de orientación.
Así, la DPU actúa para defender a los grupos vulnerables, como la protección de víctimas y testigos, comunidades tradicionales, pueblos indígenas y personas con discapacidad, en situación de calle, trata de personas, migración (incluyendo trabajo especializado con niños y niñas migrantes e refugiadas), refugio y trabajo esclavo, así como aquellos que involucran identidad de género y ciudadanía.

### Grupos de trabajo
La DPU desarrolla y mantiene grupos de trabajo (GTs) para actuar en la defensa de los derechos humanos de grupos sociales específicos y promover mayor concientización y sensibilidad sobre esos derechos. Los Grupos de Trabajo de la DPU realizan seminarios; envían recomendaciones y firman el Compromiso de Ajustamiento de Conducta para adopción de providencias necesarias a la prevención de actos contrarios a la ley, a la Constitución Federal, así como cuanto a la cesación de violaciones. Además, contribuyen en la elaboración de políticas públicas de derechos humanos; promueven busca activa del público objetivo correspondiente a las respectivas áreas de especialidad, en acciones itinerantes; y promueven la realización de audiencias públicas.
Los grupos sociales específicos que corresponden a los GTs son: Recicladoras y Recicladores de Basura; Comunidades Indígenas; Comunidades Tradicionales, Asistencia a las Víctimas de la Trata, Asistencia a las Trabajadoras y Trabajadores Rescatados de Situación de Esclavitud; Identidad de Género y Ciudadanía (LGBTI); Migraciones, Apatridia y Refugio; Personas en situación de calle, Mujeres; Salud, Residencia y Conflictos Territoriales; Atendimiento a la Persona Mayor y con Discapacidad; Personas en Situación de Encarcelamiento y Enfrentamiento a la Tortura; Políticas Étnicas Raciales; Garantía a la Seguridad Alimentar y Nutricional.

### Garantías y prerrogativas de los defensores federales
A los Defensores Federales se les garantiza la independencia funcional en el desempeño de sus atribuciones, inamovilidad, irreductibilidad de vencimientos y estabilidad (LC 80/94, art. 43). 
Como prerrogativas, los Defensores Federales pueden estar al mismo nivel que el Ministerio Público (LC 80/94, art. 4, §7); tener el mismo trato reservado para los magistrados; recibir, a la entrega de los registros con vista, una citación personal en cualquier proceso y grado de jurisdicción o instancia administrativa, contando todos los plazos al doble; no ser arrestado, a menos que sea por orden judicial escrita, excepto en flagrante delito; comunicarse, en persona y en privado, con sus personas asistidas, aun cuando se encuentren presas o detenidas, incluso en régimen de incomunicación, teniendo libre acceso a los establecimientos policiales, penitenciarios y de internamiento colectivo, independientemente de su cita previa; examinar, en cualquier cargo público, actos de flagrante delito, averiguaciones y diligencias, la obtención de copias está asegurada y pudiendo tomar notas y solicitar a la autoridad pública y sus agentes exámenes, certificados, peritajes, inspecciones, trámites, procesos, documentos, información, aclaraciones y medidas necesarias para el ejercicio de sus funciones (LC 80 / 94, art.44).
La Defensoría Pública General Federal también podrá solicitar una fuerza policial para garantizar la seguridad física de los miembros de la Defensoría Pública de la Unión cuando se encuentren amenazados por el desempeño de sus atribuciones institucionales (LC 80/94, art. 8, inciso XIX). 
Con la promulgación de la Ley Complementaria 132/2009, la capacidad postulatoria de Defensor Público se deriva exclusivamente de su nombramiento y permanencia en cargos públicos (LC 80/94, art. 4, § 6) y queda el ejercicio del cargo de Defensor del Pueblo acreditado mediante la presentación de cédula funcional expedida por la Defensoría Pública, que tendrá validez como documento de identidad y tendrá fe pública en todo el territorio nacional (LC 80/94, art. 4, §9). 

### Nuevo nombre para los miembros de la DPU
También se produjo un cambio formal con respecto a los nombres de los puestos. Ahora, de acuerdo con el artículo 6 de la Ley Complementaria 80/94, el titular de la institución se denomina Defensor Público General Federal (y ya no de la Unión). A los miembros de la Defensoría Pública de la Unión también se les dio un nuevo nombre: Defensores Públicos Federales, y ya no se prevé la figura del Defensor Público de la Unión (LC 80/94, art. 18).